# Marcilhac-sur-Célé
Marcilhac-sur-Célé är en kommun i departementet Lot i regionen Occitanien i södra Frankrike. Kommunen ligger i kantonen Cajarc som tillhör arrondissementet Figeac. År 2022 hade Marcilhac-sur-Célé 183 invånare.

## Befolkningsutveckling
Antalet invånare i kommunen Marcilhac-sur-Célé
| Referens: INSEE |